# Концешть (Ясси)
Концешть, Концешті (рум. Conțești) — село у повіті Ясси в Румунії. Входить до складу комуни Валя-Сяке.
Село розташоване на відстані 322 км на північ від Бухареста, 72 км на захід від Ясс.

## Населення
За даними перепису населення 2002 року у селі проживали 1705 осіб, усі — румуни. Усі жителі села рідною мовою назвали румунську.